# Triumfatorkerk (Utrecht)
De Triumfatorkerk is een monumentaal kerkgebouw in de Nederlandse stad Utrecht.
De kerk staat in de subwijk Kanaleneiland. Ze is gebouwd in 1965 naar ontwerp van Jos en Leo de Jonge. Het gebouw is gewaardeerd als gemeentelijk monument. De kerk werd oorspronkelijk door gereformeerden en hervormden gebruikt. In 2017 is de Triumfatorkerk aangekocht door het Kerkgenootschap der Zevende-dags Adventisten. Op 8 maart 1974 werd een nieuw orgel van Van Vulpen in gebruik genomen waarvan het snijwerk van de hand is van Jeannot Bürgi. Het orgel kwam in de plaats voor het orgel van Ernst Leeflang.